# Ilha Chatham

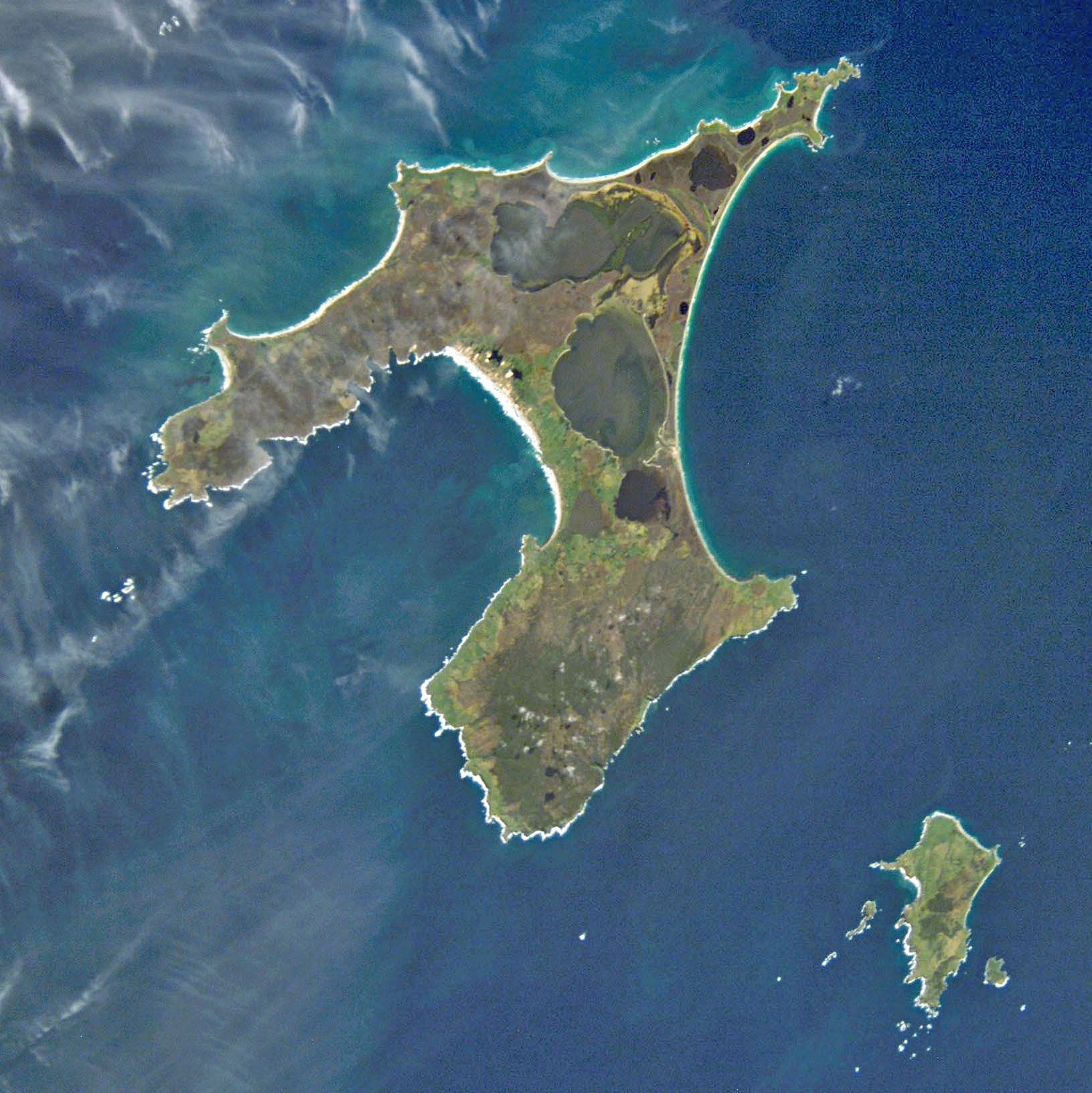
A ilha Chatham em imagem de satélite.

A ilha Chatham é a maior do grupo das Ilhas Chatham, no Oceano Pacífico Sul, a leste e administrada pela Nova Zelândia (43° 53' 54" S 176° 31' 44" O). Recebeu o seu nome em homenagem ao navio de reconhecimento HMS Chatham, o qual descobriu a ilha em 1791. Tem uma área de 900 km². Sua população aproximada é de 1000 habitantes, a maioria de ascendência polinésia. A temperatura média anual é de 13,1°C.
Ganhou destaque no ano 2000, por ser a primeira região a comemorar o ano novo do novo milênio. Sua economia baseia-se na pesca.
A ilha também é conhecida por dois outros nomes: Wharekauri (em Maori) e Rehoku (em Moriori, significando céus de nevoeiro").
A geografia da ilha é dominada por três acidentes principais: duas baías e uma lagoa. Mais de metade da costa ocidental corresponde à profunda entrada da baía Petre. Waitangi, a principal localidade da ilha, encontra-se junto da baía de Waitangi, sobre a costa sul da baía Petre.
Na costa oriental e sobre os 35 km de extensão da ilha estende-se a baía Hanson, maior que a anterior.